# Word of Mouth (álbum de Jaco Pastorius)
Word of Mouth es el segundo álbum de Jaco Pastorius. Fue producido por Jason Corsaro, Mike Butcher y Hank Cicalo y publicado por Warner Bros en 1981.
El álbum incluye canciones compuestas por Pastorius, como "Crisis" y "John And Mary" (este último tema está basado en sus dos hijos), y versiones de la "Fantasía Cromática", por Johann Sebastian Bach, y "Blackbird",
de "The Beatles".
Entre los músicos invitados se encuentran Herbie Hancock, Wayne Shorter y Michael Brecker.
"Word of Mouth" llegó al puesto 161 de la lista de Billboard y al puesto 10 de la lista de álbumes de Jazz
en Estados Unidos en 1981.

## Canciones
Todas las canciones compuestas por Jaco Pastorius, excepto "Chromatic Fantasy" y "Blackbird".
1. "Crisis" - 5:17
2. "3 Views of A Secret" - 6:05
3. "Liberty City" - 11:57
4. "Chromatic Fantasy" (Johann Sebastian Bach) - 3:01
5. "Blackbird" (John Lennon/Paul McCartney) - 2:48
6. "Word of Mouth" - 4:21
7. "John And Mary" - 10:52

## Músicos
- Jaco Pastorius: bajo eléctrico, contrabajo, órgano, piano, sintetizador, autoarpa, koto, percusión, voz, batería en Word of Mouth.
- Herbie Hancock – teclados, sintetizadores, piano.
- Wayne Shorter, Michael Brecker, Tom Scott, Mario Cruz – saxofón.
- Toots Thielemans – armónica.
- Chuck Findley – trompeta.
- John Clark – corno francés.
- Howard Johnson – tuba.
- Don Alias, Robert Thomas, Jr. – percusión
- Peter Erskine, Jack DeJohnette – batería.
- Paul Horn-Muller – tambores metálicos.
- Othello Molineaux – tambores metálicos.
- John F. Pastorius IV – voz en John and Mary.